# Pedicularis excelsa
Pedicularis excelsa är en snyltrotsväxtart som beskrevs av Joseph Dalton Hooker. Pedicularis excelsa ingår i släktet spiror, och familjen snyltrotsväxter. Inga underarter finns listade i Catalogue of Life.